# Crimson Fields
Crimson Fields是一款自由开源回合制策略遊戲，深受战岛系列影响。
Linux，Windows，Mac OS X，和BeOS其中FreeBSD，OpenBSD，pkgsrc，Debian，Fedora，Mandrake Linux，Red Hat 等都有已经准备好的软件包。镶入式设备中也有如 Sharp Zaurus，Nokia 770，Windows CE，PocketPC，PalmOS 5, iStation V43 和 GP2X。

## 游戏方式
"Crimson Fields"地图由六角形组成。每格都是一种地形，影响对应单位的行动能力。坦克道路速度快树林速度慢，不能在水中移动。
建筑可以屯兵。有些建筑可以制造和维修单位。这样会消耗水晶资源。尽管游戏中无法建造建筑物，但是驻扎方就能利用建筑。

## 链接
- Crimson Fields主页（页面存档备份，存于）